# 赤見軽便鉄道
赤見軽便鉄道（あかみけいべんてつどう）とは、栃木県足利市の富田駅と栃木県佐野市出流原（いずるはら）町を結んでいた軽便鉄道とその運営会社である。後に赤見鉄道と改称した。出流原は足尾山地南端の石灰岩の産地であるが営業開始当初より営業成績が振るわず、後に出流原弁財天を含めた観光開発も検討されたが実行できないまま営業停止した。

## 路線データ
運行停止時点
- 路線距離：6.4km
- 軌間：762mm（2フィート6インチ）
- 駅数：5駅（起終点含む）
- 電化区間：なし（全線非電化）

## 運行形態
開業当初は5往復全線で28分。客貨混合編成であった。

## 歴史
1912年安蘇郡赤見村（現在は佐野市へ編入）、旗川村および足利郡足利町（現在の足利市）、富田村（現在は足利市へ編入）、吾妻村（現在は佐野市へ編入）の有志が発起人となり両毛線富田駅付近を起点とし、安蘇郡赤見村大字出流原にいたる人車鉄道敷設の計画が進められ、軌道条例による特許認可申請を栃木県に届け出た。その後県からの指導もあり軽便鉄道に変更し1913年3月に再申請することとなった。
1914年3月31日に認可を受け、その後工事施工の認可も受けたが用地の買収難や地元の要望や資材価格の高騰などにより工事は遅れ気味であった。工事延期願いを繰り返した後ようやく1915年4月28日富田 - 出流原が開業となった。
1917年には、東武鉄道との連絡を見込んで田沼町への延伸を申請したが却下されている。
そして1915年10月軽便鉄道補助法による許可を受け、10年間の補助金の交付を受けることとなった。開業後路線延長や新駅の開業など行ってきたが石灰石の輸送が馬車輸送から切り替わらず開業以来欠損続きで補助金頼みであり、その補助金は1925年4月に期限を迎えるため、期限の延長を願い出たがかなわなかった。1927年7月の株主総会において廃止止む無しとの結論となり、10月20日廃止となった。
- 1913年（大正2年）6月19日 軽便鉄道免許状下付（足利郡富田村-安蘇郡赤見村間、人車鉄道）[1]。
- 1913年（大正2年）10月8日 赤見軽便鉄道株式会社[2]を設立（登記は11月1日）。
- 1914年（大正3年）10月17日 出流原 - 田沼町 延長線敷設願出願[3]
- 1915年（大正4年）4月28日 富田 - 出流原が開業[4]
- 1917年（大正6年）9月20日 出流原 - 田沼町 延長線敷設願却下[3]
- 1922年（大正11年）赤見鉄道に改称
- 1923年（大正12年）8月9日 出流原 - 彦間川間1.1kmを貨物線として延伸開業[5]
- 1924年（大正13年）3月1日 大門駅を開業
- 1927年（昭和2年）10月20日 廃止[6]

## 駅一覧
富田（とみた） - 稲岡（いなおか） - 市場宿（いちばじゅく） - 赤見（あかみ） - 大門（だいもん） - 出流原（いずるはら） - 彦間川（ひこまがわ、貨物駅）

## 接続路線
- 富田駅：両毛線

## 輸送・収支実績
| 年度 | 乗客（人） | 貨物量（トン） | 営業収入（円） | 営業費（円） | 益金（円） | その他損金（円） | 支払利子（円） | 政府補助金（円） |
| ---- | ---------- | -------------- | -------------- | ------------ | ---------- | ---------------- | -------------- | ---------------- |
| 1915 | 22,152     | 874            | 1,610          | 3,016        | ▲ 1,406    | 2,152            | 1,444          |                  |
| 1916 | 40,497     | 5,713          | 2,579          | 4,263        | ▲ 1,684    | 雑損26           | 1,893          | 3,354            |
| 1917 | 43,508     | 4,152          | 3,167          | 5,725        | ▲ 2,558    |                  | 3,144          | 3,527            |
| 1918 | 48,760     | 5,822          | 8,854          | 6,261        | 2,593      |                  | 2,176          | 3,482            |
| 1919 | 86,494     | 15,521         | 7,106          | 8,983        | ▲ 1,877    |                  | 1,805          | 3,417            |
| 1920 | 55,833     | 16,473         | 11,216         | 12,024       | ▲ 808      |                  | 1,835          | 3,418            |
| 1921 | 56,318     | 5,247          | 8,458          | 11,289       | ▲ 2,831    |                  |                | 3,533            |
| 1922 | 60,000     | 6,558          | 9,526          | 12,566       | ▲ 3,040    |                  |                | 3,536            |
| 1923 | 60,668     | 12,846         | 11,483         | 12,711       | ▲ 1,228    |                  | 2,225          | 3,525            |
| 1924 | 51,824     | 18,365         | 12,829         | 16,679       | ▲ 3,850    |                  | 2,285          | 4,506            |
| 1925 | 46,856     | 13,929         | 10,737         | 12,218       | ▲ 1,481    |                  | 2,268          | 3,822            |
| 1926 | 46,883     | 9,745          | 14,562         | 11,943       | 2,619      |                  | 2,012          |                  |
| 1927 | 27,870     | 7,032          | 7,496          | 7,968        | ▲ 472      |                  | 1,720          |                  |

- 鉄道院年報、鉄道院鉄道統計資料、鉄道省鉄道統計資料、鉄道統計資料各年度版

## 車両
開業時の車両はすべて大日本軌道に発注した。
蒸気機関車2両（計画の段階ではドイツのクラウス社だった）は廃線まで使用。
客車は開業時1両。1917年貨車1両を客車に改造。1921年に客車を1両増備し、1922年に貨車改造の客車を貨車に再改造し、廃線時には2両。
貨車は開業時に無蓋貨車20両。廃線時には16両となった。
廃線後の車両の行方は不明である。